# Ananias
Ananias ist ein männlicher Personenname.

## Herkunft
Er ist die lateinische, portugiesische und spanische Form von Hananias, der griechischen Schreibweise des hebräischen Namen Chananja.

## Vorname
- Ananias Clotten (* um 1630; † 1699), deutscher Kapuziner, Novizenmeister und Schriftsteller
- Ananías Maidana (1923–2010), paraguayischer kommunistischer Politiker
- Ananias do Carmo Fuka (* 1963 oder 1964), osttimoresischer Politiker
- Ananias Eloi Castro Monteiro (1989–2016), brasilianischer Fußballspieler
- Ananias Shikongo (* 1986), namibischer paralympischer Athlet